# Santuario (ort i Colombia, Antioquia)
Santuario är en ort i Colombia.   Den ligger i departementet Antioquía, i den centrala delen av landet, 210 km nordväst om huvudstaden Bogotá. Santuario ligger 2 119 meter över havet och antalet invånare är 17 722.
Terrängen runt Santuario är kuperad åt sydost, men åt nordväst är den platt. Runt Santuario är det ganska tätbefolkat, med 96 invånare per kvadratkilometer. Närmaste större samhälle är Rionegro, 12,2 km väster om Santuario. I omgivningarna runt Santuario växer i huvudsak städsegrön lövskog.